# هارولد مک‌میلان
هارولد مک‌میلان (به انگلیسی: Maurice Harold Macmillan)‏ (زاده ۱۰ فوریه ۱۸۹۴ – درگذشته ۲۹ دسامبر ۱۹۸۶) نخست‌وزیر بریتانیا میان سال‌های ۱۹۵۷ تا ۱۹۶۳ و از حزب محافظه‌کار بود. وی همچنین ارل استاکتون بود.
توجه او بیشتر به مسائل داخلی بود. به عنوان مثال تغییرات در قوانین مربوط به هوای پاکیزه، خرید خانه، قوانین اداری مبارزه با آلودگی صوتی، قوانین مربوط به اداره کارخانه‌ها، اضافه کردن حقوق بازنشستگی، و کاهش ساعات کار هفتگی از ۴۸ ساعت به ۴۲ ساعت که همه این طرح‌ها بسیار پر هزینه بودند.
او در ۱۹۵۹ برای بار دوم در انتخابات برنده شده که حتی آرایش در این دور افزایش داشت. سال‌های نخست‌وزیری او به عنوان سال‌های رشد اقتصادی بالا و بیکاری کم شناخته می‌شود. او در سخنرانی ژوئیه ۱۹۵۷ گفت وضع کشور هیچ وقت به این خوبی نبوده‌است با این حال در مورد رشد تورم هشدار داد. در عرصه روابط خارجی، او روابط مخصوص (عنوان خاصی که به روابط راهبردی آمریکا و بریتانیا در زمان جنگ جهانی دوم و جنگ سرد گفته می‌شود) با ایالات متحده آمریکا را بازسازی کرد؛ روابطی که از بحران کانال سوئز به آن سو به سردی گراییده بود. مک‌میلان؛ خود از طراحان این عملیات نظامی در مصر بود.
همچنین عقب‌نشینی از سرزمین‌های جنوب صحرای آفریقا و سیاست استعمار زدایی از کارهای دیگر اوست.

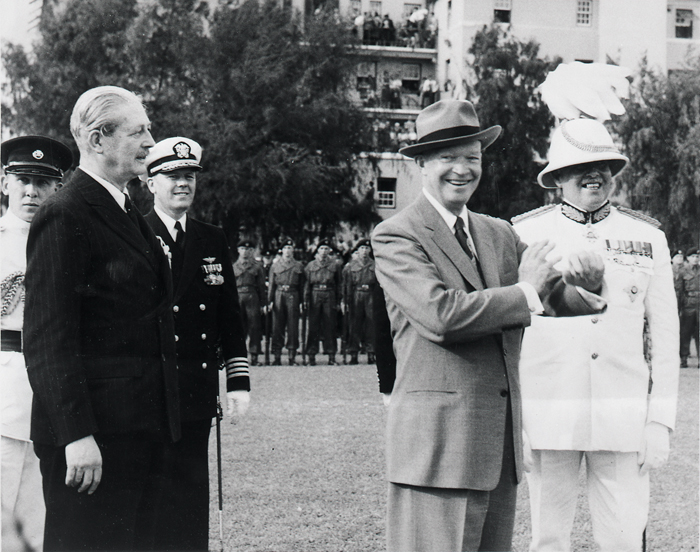
همراه با دوایت آیزنهاور

در حوزه نظامی او تغییراتی در سیاست دفاعی بریتانیا انجام داد که به‌طور واقع بینانه‌ای یا جهان تازه اتمی شده مطابقت داشت. او خدمت اجباری سربازی را لغو کرد. او خطر وابستگی راهبردی را تشخیص داد و به دنبال نقش تازه‌ای برای بریتانیا در اروپا بود.
با این حال او نسبت به انتقال اسرار اتمی آمریکا به فرانسه بی میل بود؛ که این باعث شد فرانسه علیه وارد شدن کامل بریتانیا به جامعه اقتصادی اروپا رأی دهد و ان را وتو کند. پیمان محدودکننده آزمایش‌های اتمی در زمان او با آمریکا و اتحاد جماهیر شوروی امضا شد.

با جان اف. کندی ۱۹۶۱

به دنبال استعفای ناگهانی او در ۱۹۶۳ که بخاطر تشخیص اشتباهی در وضع سلامتیش بود، او دوران طولانی بازنشستگی را آغاز کرد.

جانشین او آلک داگلاس-هوم وزیر امور خارجه‌اش بود.
هارولد مک‌میلان آخرین نخست‌وزیر بریتانیاست که در قرن ۱۹ و در دوران ملکه ویکتوریا متولد شده و همچنین آخرین نخست‌وزیری است که در جنگ جهانی اول (با درجه سروان همچنین دارای دو نشان افتخار) خدمت کرده‌است.
هارولد مک‌میلان در ۲۹ دسامبر ۱۹۸۶ در سن ۹۲ سالگی درگذشت.

## دیگر مقام‌ها
- مشاور خزانه داری از ۱۹۵۵ تا ۱۹۵۷ در دولت آنتونی ایدن
- وزیر امور خارجه بریتانیا ۱۹۵۵
- وزیر دفاع در ۱۹۵۴ تا ۱۹۵۵
- وزیر مسکن از ۱۹۵۱ تا ۱۹۵۴ در دولت وینستون چرچیل
- دبیر دولت درامور نیروی هوایی ۱۹۴۵
- دبیر پارلمانی در امور وزارت تجهیزات در زمان جنگ دوم جهانی
- معاونت وزارتخانه مستعمره‌ها